# Dopamin
Dopamin je živčni prenašalec. Kemijsko spada med biogene amine, in sicer med kateholamine.

## Fiziologija
Nevrone, v katerih nahajamo dopamin kot živčni prenašalec, imenujemo dopaminergični nevroni. Nahajajo se v osrednjem živčevju, zlasti v srednjih možganih. Ta nevrotransmiter poživljajoče vpliva na srce, krvni obtok in presnovo. Mobilizira lahko energijske vire telesa. Učinek: smo dejavni, živahni in dobre volje. Dopamin spodbuja mišljenje, če ga je veliko, lahko vodi tudi v prekomerno domišljijo, ki se kaže v kratkotrajnih dnevnih sanjarijah. Preveliko pomanjkanje lahko povzroča nemotiviranost, brezvoljnost, tudi čustveno praznino. 
Med drugim vplivajo dopaminergični nevroni na ekstrapiramidalno motoriko. Tukaj najverjetneje tiči povezava s Parkinsonovo boleznijo. Dopamin je pomemben tudi pri razvoju psihoz, pri uravnavanju hormonskega sistema ter pri uravnavanju prekrvljenosti trebušnih organov - vpliva zlasti na ledvice.

## Biosinteza
Dopamin je vmesni produkt pri biosintezi adrenalina iz aminokisline tirozin. Tirozin se z encimom tirozin-hidroksilazo pretvori v L-DOPA, slednja pa se z dekarboksilazo prevede v dopamin.